# Mount Tullu Dimtu
Mount Tullu Dimtu (Oromo: Tulluu Diimtuu) ist ein Berg mit einer Höhe von 4377 Metern und gleichzeitig der vierthöchste Punkt Äthiopiens.

## Lagebeschreibung
Der Mount Tullu Dimtu ist  ein Gipfel vulkanischen Ursprungs in Südäthiopien, auf dem Abessinischen Plateau, im Bale-Gebirge. Der Berg hat eine maximale Höhe von 4377 m über dem Meeresspiegel. Es ist der höchste Punkt sowohl von Bale als auch des gesamten südöstlichen abessinischen Hochlands. Es befindet sich administrativ in der Region Oromia in der Bale-Zone. Der Berg befindet sich im Gebiet des Bale National Park. Der Berg liegt rund 27 Kilometer südwestlich der Stadt Goba. Eine Schotterstraße führt von Goba zur Spitze des Gipfels und überquert das gesamte Sanetti-Plateau, das zu den höchsten in Afrika zählt.

## Entstehung
Das Bale-Gebirge und damit Mount Tullu Dimtu begann sich in Folge eines Vulkanausbruchs vor dem Rift Valley des Great Rift Valley zu bilden. Der dabei austretende Lavastrom bedeckte in der Zeit vor 38 bis 7 Millionen Jahren die gesamte Grundgesteinsformation. Das Gestein, das die Berge bildet, besteht hauptsächlich aus Trachyt und außerdem aus Rhyolith, Basalt, vulkanischem Agglomerat und vulkanischem Tuff. Die Spitze des Gipfels wurde durch mehrfache Eiszeiten, von denen es mindestens zwei gab, erheblich verändert. Während der letzten Eiszeit war Bale das am meisten vergletscherte Gebiet in Äthiopien. Die Eisdecke rund um den Gipfel hatte eine Fläche von ca. 30 km² und eine Dicke von bis zu 3200 m. Der Fluss Togona entspringt am Fuße des Mount Tullu Dimtu. Er erhebt sich etwa 27 km südwestlich der Stadt Goba.

## Fauna und Flora
An den Hängen des Gipfels wurden Spuren des Tringa glareola gefunden. Es ist ein Ort, an dem er während des Fluges überwintern oder einen Rastplatz finden kann. Er lebt bis zu einer Höhe von 4090 m über dem Meeresspiegel, was seine Überwinterungsgebiete auf dem Mount Tullu Dimtu zum höchsten in Äthiopien dieser Art macht. Aufgrund der Höhenlage ist die Vegetation hier schlecht diversifiziert. Lobelia rhynchopetalum wurde hier unter anderem aufgefunden.